# إرنست ليستير جونز
إرنست ليستير جونز (بالإنجليزية: Ernest Lester Jones)‏ هو جيوديسي أمريكي، ولد في 14 أبريل 1876 في إيست أورانج في الولايات المتحدة، وتوفي في 9 أبريل 1929 في واشنطن العاصمة في الولايات المتحدة.